# Xian de Jinta
Le xian de Jinta (金塔县 ; pinyin : Jīntǎ Xiàn) est un district administratif de la province du Gansu en Chine. Il est placé sous la juridiction de la ville-préfecture de Jiuquan.

## Démographie
La population du district était de 137 816 habitants en 1999.